# Hwang Chung-gum
Hwang Chung-gum, född den 11 september 1995, är en nordkoreansk ishockeyspelare som blev uttagen till Koreas gemensamma damlandslag ishockey vid olympiska vinterspelen 2018. Vid invigningsceremonin bar hon den gemensamma korenska flaggan tillsammans med sydkoreanen Won Yun-jong.